# ANiMAZiNG!!!
- 朝日放送テレビ > 朝日放送テレビ番組一覧 > ANiMAZiNG!!!
- アニメ > テレビアニメ
  - テレビ朝日系アニメ > テレビ朝日の深夜アニメ枠 > ANiMAZiNG!!!
  - 深夜アニメ > ANiMAZiNG!!!
- テレビ番組 > 深夜番組 > 深夜アニメ > ANiMAZiNG!!!

『ANiMAZiNG!!!』（アニメイジング）は、朝日放送グループのABCアニメーション（ABC-A）が企画・製作（製作委員会参加）し、朝日放送テレビ（ABCテレビ）が発局となってテレビ朝日系列で2020年10月4日から毎週日曜2時 - 2時30分（土曜深夜）に放送している深夜アニメ放送枠の名称。

## 概要
2020年10月改編で深夜アニメ30分番組1本枠を放送するにあたり、命名された枠名である。また、同月からテレビ朝日にて当初関東ローカルで放送されていた『NUMAnimation』がANNフルネット24局にネット局を拡大するため、同系列では1時間の全国ネット深夜アニメ枠となる。また、テレビ朝日では後続のローカルセールスで『ドラマL』（深夜ドラマ枠）を放送するため、1時間の朝日放送グループ系統制作の逆ネット番組になる。 在阪局製作の全国ネット深夜アニメ枠としては毎日放送の『スーパーアニメイズム』に次いで2例目、定刻で2時台に放送される全国ネット深夜アニメ枠は本枠が唯一である。
枠名は、「アニメ」と「アメイジング」を組み合わせ、「アメイジングなすごいアニメをこの枠から」というメッセージを意味するもの。キャッチコピーは「枠からとび出すアニメ枠!!!」。
朝日放送テレビ制作のアニメ枠としては同局制作日曜朝8時30分枠のアニメ（現在は「プリキュアシリーズ」）に続く全国ネットとなり、テレビ朝日としても『ガラスの艦隊』（旧・朝日放送時代）以来14年ぶりの深夜アニメの逆ネットとなる。なお、本枠設置以前より存在するローカル深夜アニメ枠『アニサタ』については『ANIMAZING2!!!』に改題のうえ、20分繰り下げて放送される。これにより、朝日放送テレビでは、日曜未明（土曜深夜）の時間帯に合わせて1時間30分のアニメ放送枠が形成されることとなり、同時に3つのレーベルが異なるアニメ枠が放送されるのは史上初めてとなる。字幕放送は前枠の『NUMAnimation』では実施しているのに対し、本枠では実施していない。
番組が始まる前に『ナニコレ珍百景』と『ポツンと一軒家』（この他日曜ゴールデンタイム枠での単発特番やスポーツ中継）などの番宣を行ってから作品に入る。
ネット局が特別番組や放送機器メンテナンスの関係で休止する場合は、翌日未明などの遅れネットで対応している。
夏季には高校野球ダイジェスト番組『甲子園への道』（地方大会）『熱闘甲子園』（朝日放送テレビ・テレビ朝日共同制作、雨天中止時を除く）やスポーツ中継により『NUMAnimation』と共に放送時間の大幅な繰り下げや休止となる場合がある。
2022年4月の『可愛いだけじゃない式守さん』以降、番組改編期に公式Twitterにてバトンタッチイラストが公開されていたが、2023年1月の『老後に備えて異世界で8万枚の金貨を貯めます』をもって行われなくなった。

## 作品一覧
| 作品名                                                                             | 放送期間                                              | 話数          | 共同製作局・ 製作子会社 | アニメーション制作                  | 備考 |
| 2:00 - 2:30枠                                                                      | 2:00 - 2:30枠                                         | 2:00 - 2:30枠 | 2:00 - 2:30枠           | 2:00 - 2:30枠                       | 2:00 - 2:30枠 |
| ---------------------------------------------------------------------------------- | ----------------------------------------------------- | ------------- | ----------------------- | ----------------------------------- | --- |
| いわかける! - Sport Climbing Girls -                                               | 2020年10月4日 - 12月20日 2024年7月7日 - 9月29日（再） | 全12話        | メ〜テレ AT-X           | BLADE                               | 再放送の2024年7月28日は2024年パリオリンピックバドミントン女子シングルス予選中継のため放送休止。                                                                                              |
| SK∞ エスケーエイト（第1期）                                                        | 2021年1月10日 - 4月4日                                | 全12話        |                         | ボンズ                              | ABEMAと同時放送。 3月14日は総集編を放送。 |
| 美少年探偵団                                                                       | 2021年4月11日 - 6月27日                               | 全12話        |                         | シャフト                            | ABEMAと同時放送。 |
| ジャヒー様はくじけない!                                                            | 2021年8月1日 - 12月19日                               | 全20話        | メ〜テレ                | SILVER LINK.                        | 『全英オープンゴルフ』中継や東京五輪による特別編成のため、8月開始になった（7月中は枠自体が休止）。 8月22日は『全英女子オープンゴルフ』中継のため放送休止。                                   |
| 怪人開発部の黒井津さん                                                             | 2022年1月9日 - 4月3日                                 | 全12話        | ABC-F メ〜テレ BS11     | Quad                                | 1月16日はフンガ・トンガの噴火による津波警報発令に伴う報道特別番組の編成により放送休止。 |
| 可愛いだけじゃない式守さん                                                         | 2022年4月10日 - 7月10日                               | 全12話        |                         | 動画工房                            | 当初は4月3日より開始予定であったが、前作の報道特番編成による延期のため1週間延期となった。 動画工房における新型コロナウイルス感染拡大による会社封鎖のため、5月22日・6月12日は特別番組を放送。 |
| 最近雇ったメイドが怪しい                                                           | 2022年7月24日 - 10月9日                               | 全11話        | ABC-F メ〜テレ          | SILVER LINK. BLADE                  | 8月7日は『全英女子オープンゴルフ』中継のため放送休止。 |
| 4人はそれぞれウソをつく                                                            | 2022年10月16日 - 12月25日                             | 全11話        |                         | スタジオフラッド                    | |
| 老後に備えて異世界で8万枚の金貨を貯めます                                          | 2023年1月8日 - 3月26日                                | 全12話        |                         | FelixFilm                           | |
| 異世界召喚は二度目です                                                             | 2023年4月9日 - 6月25日                                | 全12話        | BS11                    | スタジオエル                        | |
| 実は俺、最強でした?                                                                | 2023年7月2日 - 10月1日                                | 全12話        |                         | Staple Entertainment                | 7月23日は『全英オープンゴルフ』中継のため放送休止。 8月13日は『全英女子オープンゴルフ』中継のため放送休止。                                                                                  |
| ポーション頼みで生き延びます!                                                      | 2023年10月8日 - 12月24日                              | 全12話        | BSフジ                  | 寿門堂                              | ABCアニメーション製作不参加。 ABEMAと同時放送。ただし地上波での放送時間が繰り下げられた場合はABEMAが先行。 本作ではジングルが放送されず、本編冒頭の画面左上に枠名ロゴが表示される。          |
| 最強タンクの迷宮攻略〜体力9999のレアスキル持ちタンク、勇者パーティーを追放される〜 | 2024年1月7日 - 3月24日                                | 全12話        | ABC-F                   | STUDIO POLON                        | |
| となりの妖怪さん                                                                   | 2024年4月7日 - 6月30日                                | 全13話        |                         | ライデンフィルム                    | 本作ではジングルが放送されず、本編内での枠名ロゴの表示もない。 |
| パーティーから追放されたその治癒師、実は最強につき                                 | 2024年10月6日 - 12月22日                              | 全12話        |                         | スタジオエル                        | ABEMAと同時放送。 |
| 魔法つかいプリキュア!!〜MIRAI DAYS〜                                               | 2025年1月12日 - 3月30日                               | 全12話        |                         | 東映アニメーション スタジオディーン | 第1期は2016年2月 - 2017年1月に日曜8:30枠にて放送。 最終話のみジングルが放送されず、本編冒頭の画面左上に枠名ロゴが表示された。                                                                |
| 俺は星間国家の悪徳領主!                                                            | 2025年4月6日 - 6月22日                                | 全12話        |                         | Quad                                | |
| 週刊ラノベアニメ                                                                   | 2025年7月13日 -                                       |               |                         | Ziine studio                        | 『傷心タイムリープ』・『ファムファタル育成計画』・『Jack the Reaper』・『マリー・アントワネットに転生したので全力でギロチンを回避します』の5分アニメ4作品からなるコンプレックス番組。        |

## 放送局

### 地上波
| 放送期間        | 放送時間                     | 放送局                                                      | 対象地域 | 備考                   |
| --------------- | ---------------------------- | ----------------------------------------------------------- | -------- | ---------------------- |
| 2020年10月4日 - | 日曜 2:00 - 2:30（土曜深夜） | 朝日放送テレビ（幹事局）ほか テレビ朝日系列フルネット全24局 | 日本国内 | 全作品放送（合計17本） |